# Trinchador

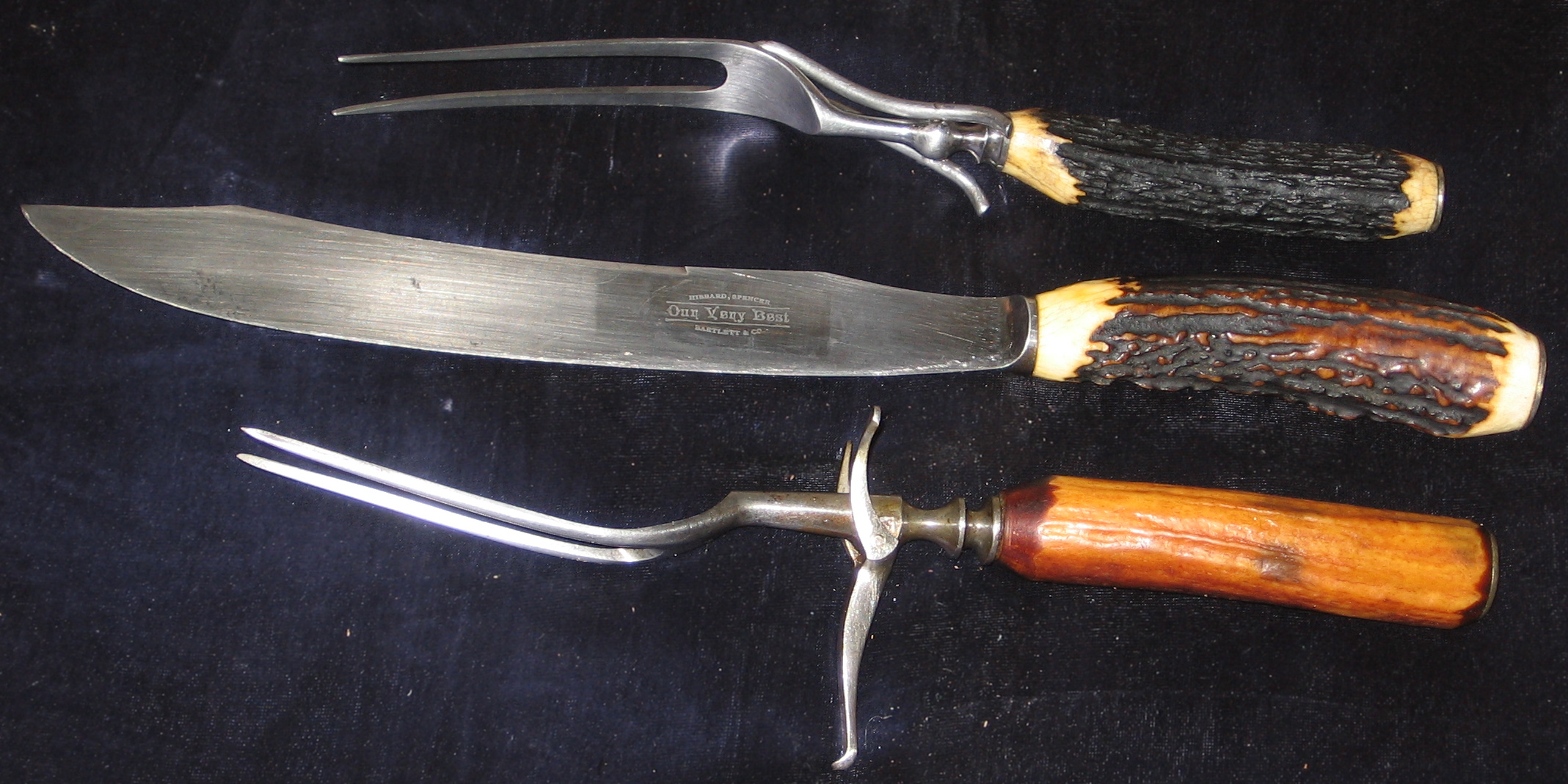
Un cuchillo de trinchar junto con dos trinchadores.

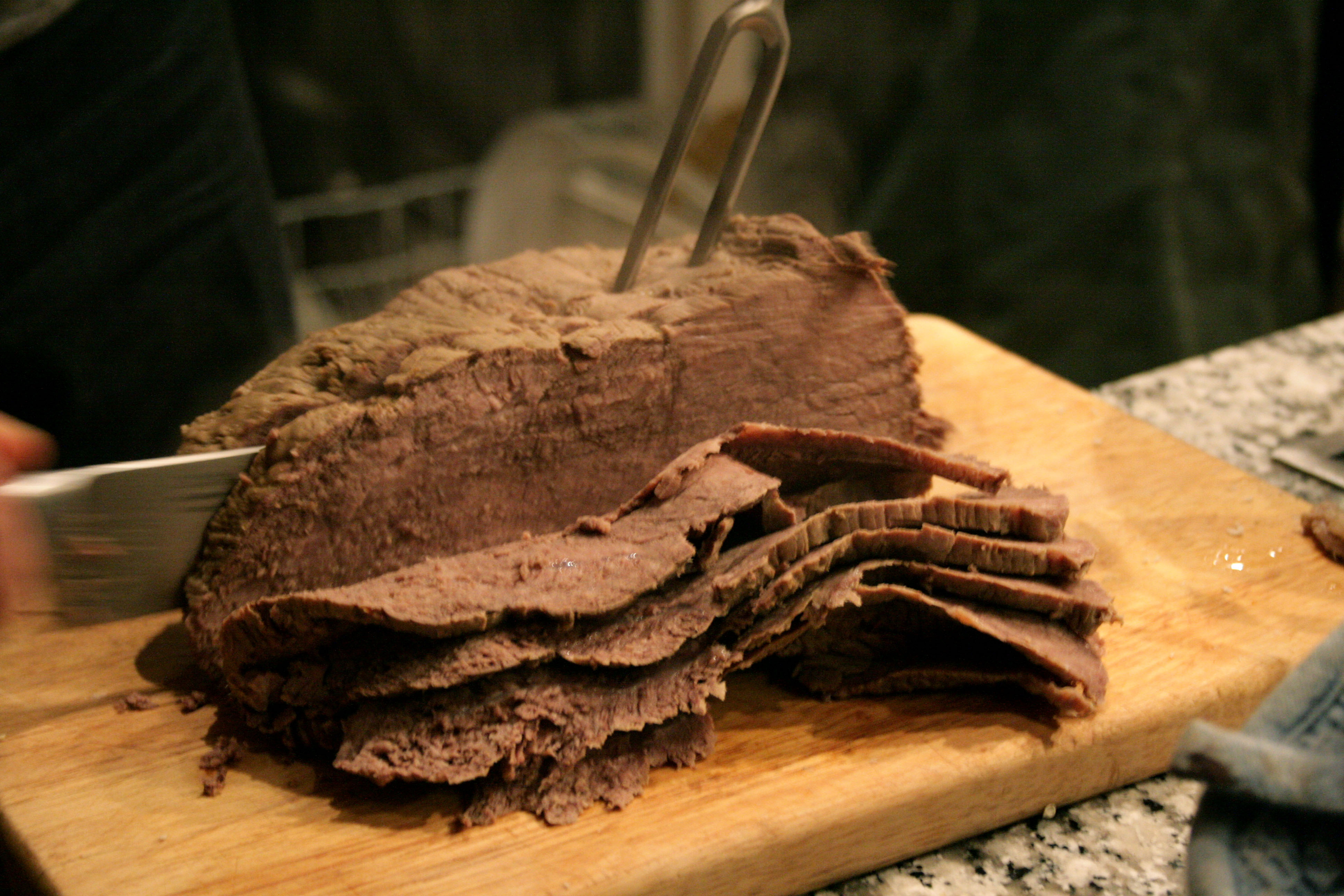
Efecto de trinchar un pedazo de carne para realizar un Tafelspitz típico de la cocina austriaca.

El trinchador (también, trinche o trinchante) es una especie de tenedor que generalmente suele tener dos puntas alargadas. Es empleado exclusivamente en la operación de trinchado de las carnes, suele ir acompañada la cubertería del trinchador con un cuchillo generalmente muy afilado. El empleo y finalidad de este utensilio es sólo el de sujetar la vianda de carne durante el trinchado o corte de la carne, para que se pueda cortar (o separar) la carne con alguna precisión, estos tenedores suelen tener fuertes y amplios mangos, así como  dientes laterales para que pueda sujetarse la carne en más de una dirección. Las dimensiones de estos trinchadores pueden variar dependiendo de su uso específico, pero pueden rondar los 30 cm de longitud.[cita requerida]

## Servicio de mesa
El trinchador se suele retirar cuando la operación de trinchado ha dado su fin. Es decir, al comienzo del servicio de las carnes. En algunas ocasiones se deja sobre la bandeja de trinchado con el objeto de servir otras raciones. El mantenimiento de estos cuchillos se hace a menudo, vigilando sobre todo que no pierdan filo; para ello se emplea una afilador portátil.[cita requerida]